# Molophilus copelatus
Molophilus copelatus är en tvåvingeart som beskrevs av Alexander 1969. Molophilus copelatus ingår i släktet Molophilus och familjen småharkrankar. Inga underarter finns listade i Catalogue of Life.